# Copa de Honor Cusenier 1912
La Copa de Honor Cusenier 1912 fue la octava edición de esta competición, el partido para decidir el ganador de la Copa, competencia internacional organizada por las Asociaciones de Argentina y Uruguay en conjunto la disputaron el Racing Club de Argentina y el River Plate FC de Uruguay.
La copa constó de un único encuentro llevado a cabo en el Estadio Gran Parque Central de Montevideo, el 8 de diciembre de 1912. River Plate FC venció a Racing Club por 2-1, ganando su primer trofeo de Copa Cusenier.

## Clubes clasificados
Clasificaron como campeones de 1912 en sus respectivas ligas.
| AAF (Argentina) |  | Racing Club    |  | Campeón de Copa de Honor MCBA (1912)       |
| AUF (Uruguay)   |  | River Plate FC |  | Campeón de Copa de Honor de Uruguay (1912) |

## Partido
| 8 de diciembre de 1912 | River Plate FC                  | 2:1 | Racing Club  | Estadio Gran Parque Central, Montevideo |               |
|                        | M. Benincasa 34' · S. Bruno 36' |     | A. Ohaco 38' | Árbitro(s): ?                           | Árbitro(s): ? |

|                                    |
|                                    |
| Campeón River Plate FC 1.er título |

| Predecesor: 1911 | Copa de Honor Cusenier 1912 | Sucesor: 1913 |